# Polestar 3
極星3是富豪汽車旗下极星汽車的一款純電動車。Polestar 3與富豪 EX90旗艦SUV採用同一平台，兩者均基於2021年Volvo Recharge概念車。該車最早於2023年4月的上海車展上首次公開亮相。

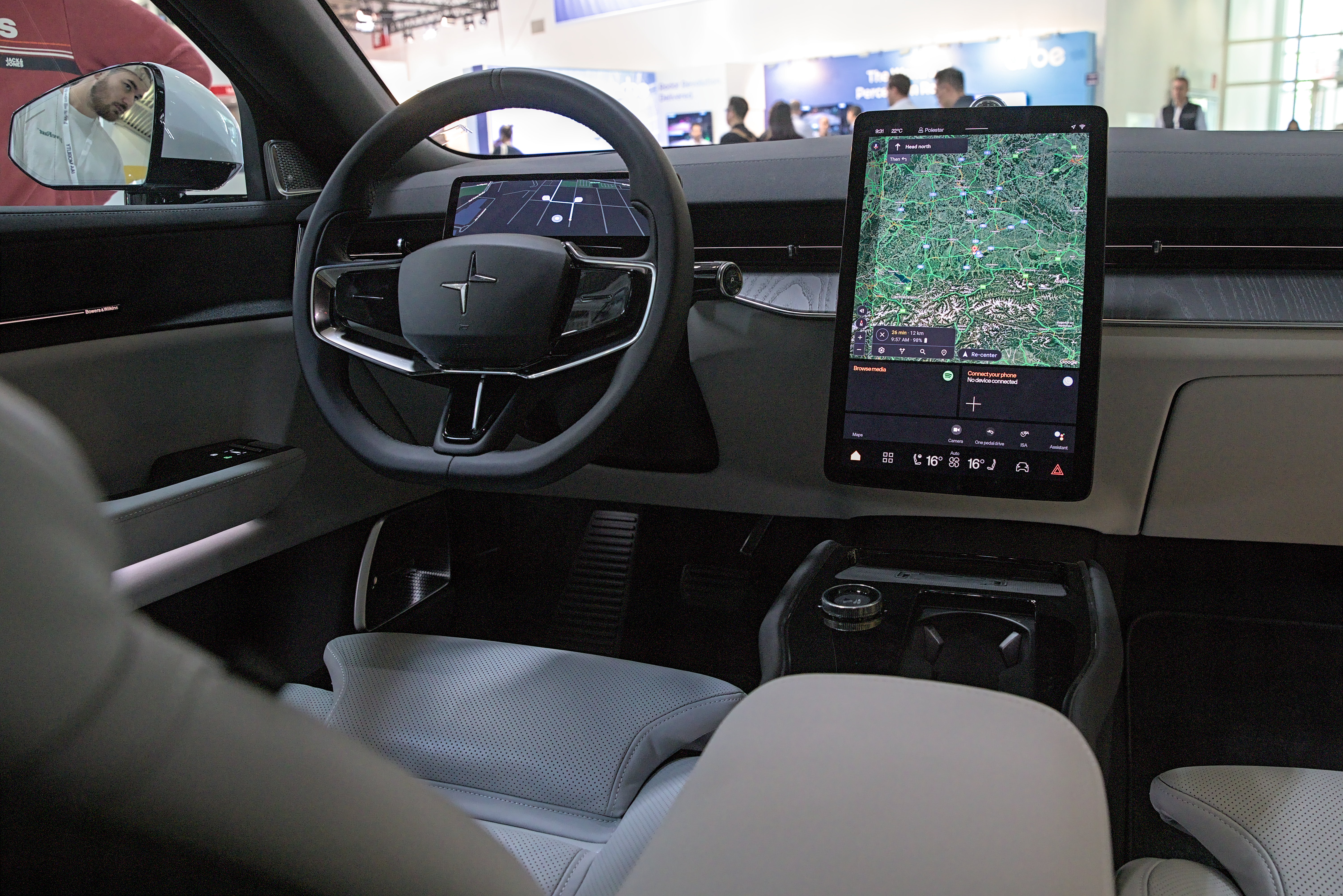
Polestar 3 內裝
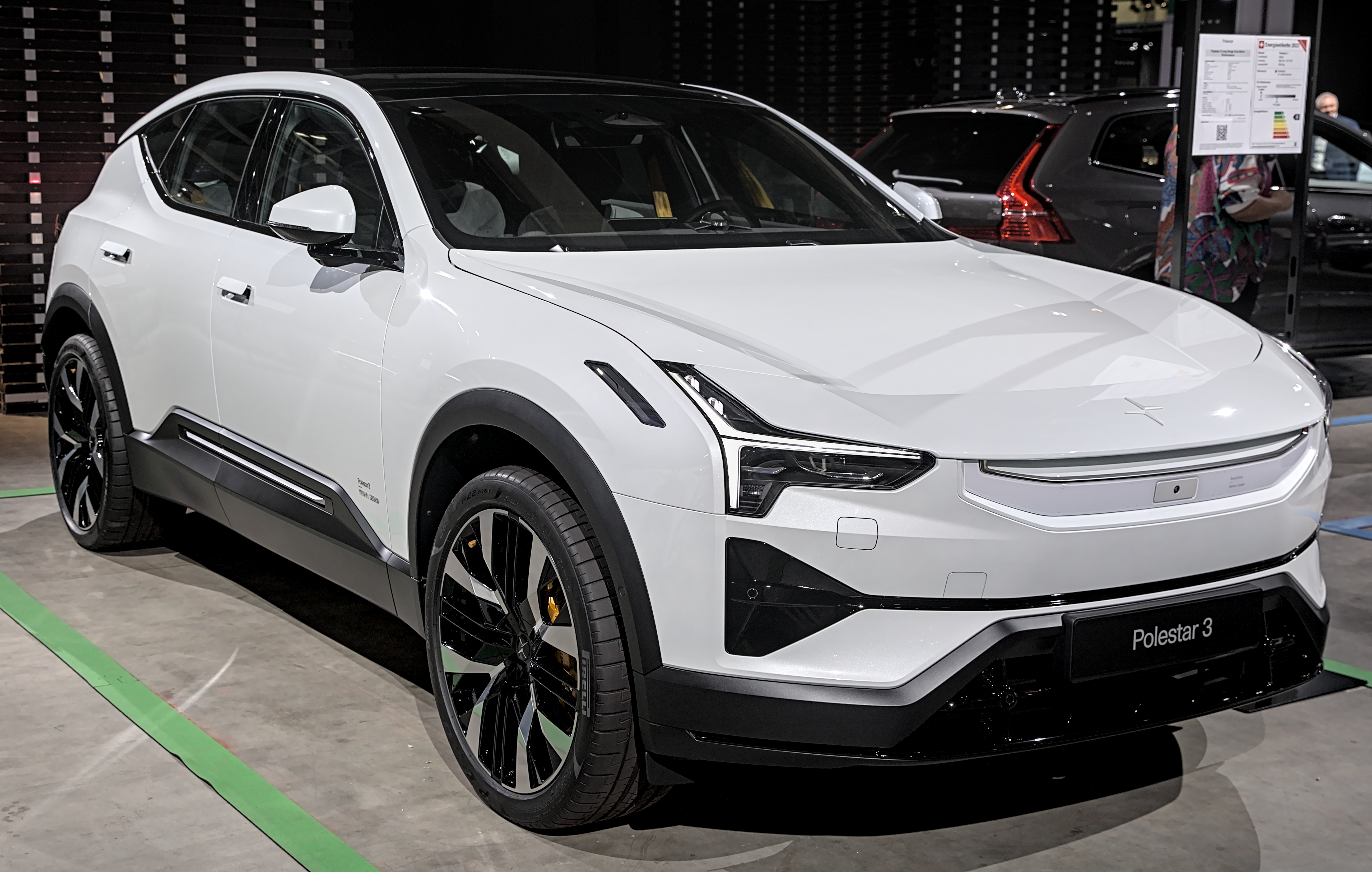
Polestar 3 車頭
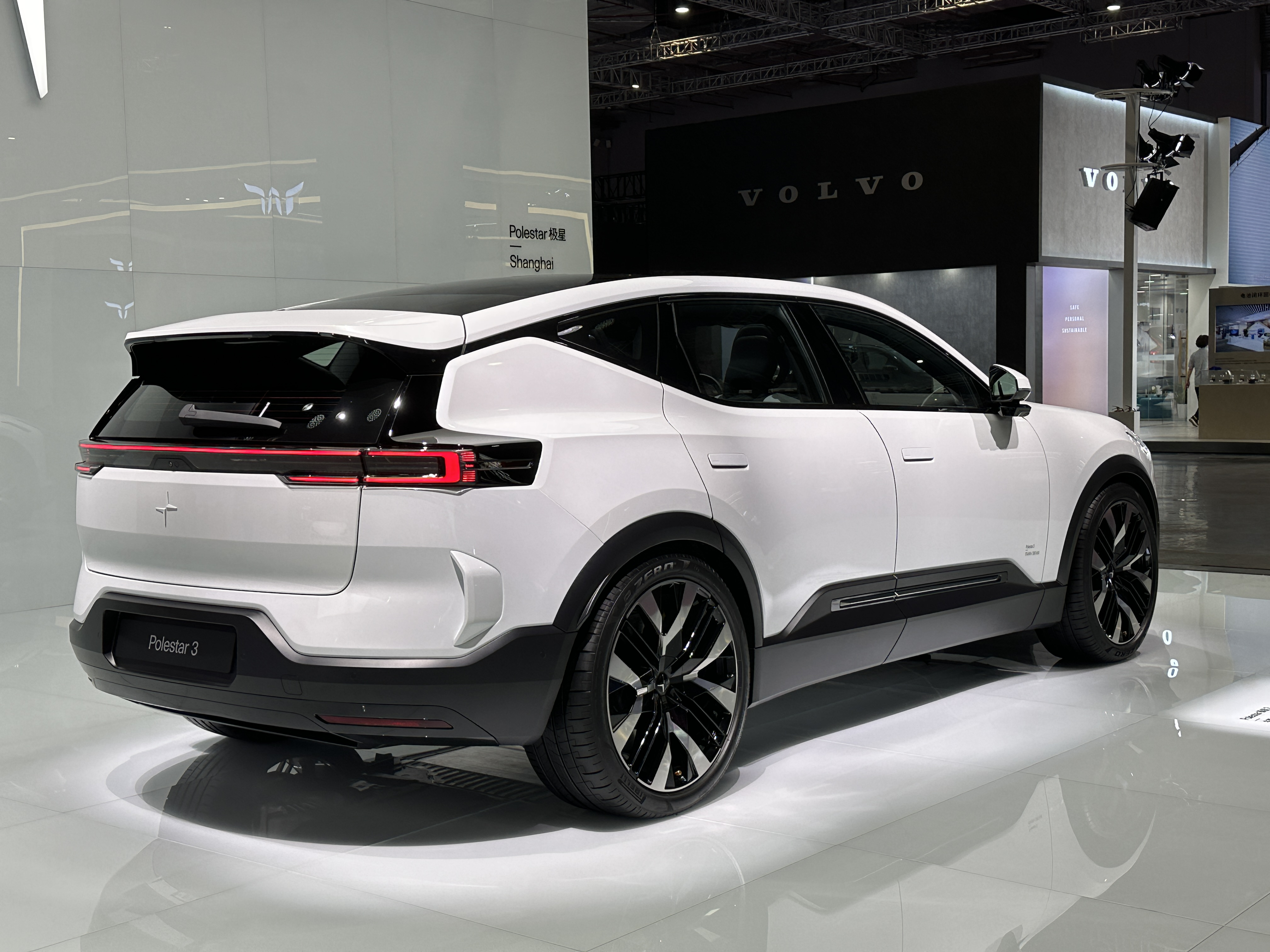
Polestar 3 車尾